# 舟入本町停留場
舟入本町停留場（ふないりほんまちていりゅうじょう、舟入本町電停）とは、広島市中区舟入本町にある広島電鉄江波線の停留場である。駅番号はE02。

## 歴史
舟入本町停留場は1943年（昭和18年）、江波線の開通と同時に開設された。当初は江波線の終点であったが、半年後には舟入南町停留場（現在の舟入南停留場）まで路線が延び、以降は線内の一停留場である。路線は1945年（昭和20年）8月6日の原爆投下により不通となったが、2年後の1947年（昭和22年）に全線で復旧を果たしている。

### 年表
- 1943年（昭和18年）12月26日：江波線が土橋から当停留場までの区間で開業[2][4]。
- 1944年（昭和19年）6月20日：当停留場から舟入南町までの区間が開通[2]。
- 1945年（昭和20年）8月6日：原爆投下により休止[2]。
- 1947年（昭和22年）11月1日：江波線が復旧し、運転を再開[2]。
- 2008年（平成20年）3月：ホームの延長工事が行われ、連接車両に対応した停留場となる。
- 2013年（平成25年）2月15日：9号線の運行が八丁堀から江波まで延長され、当停留場にも乗り入れる。

## 停留場構造

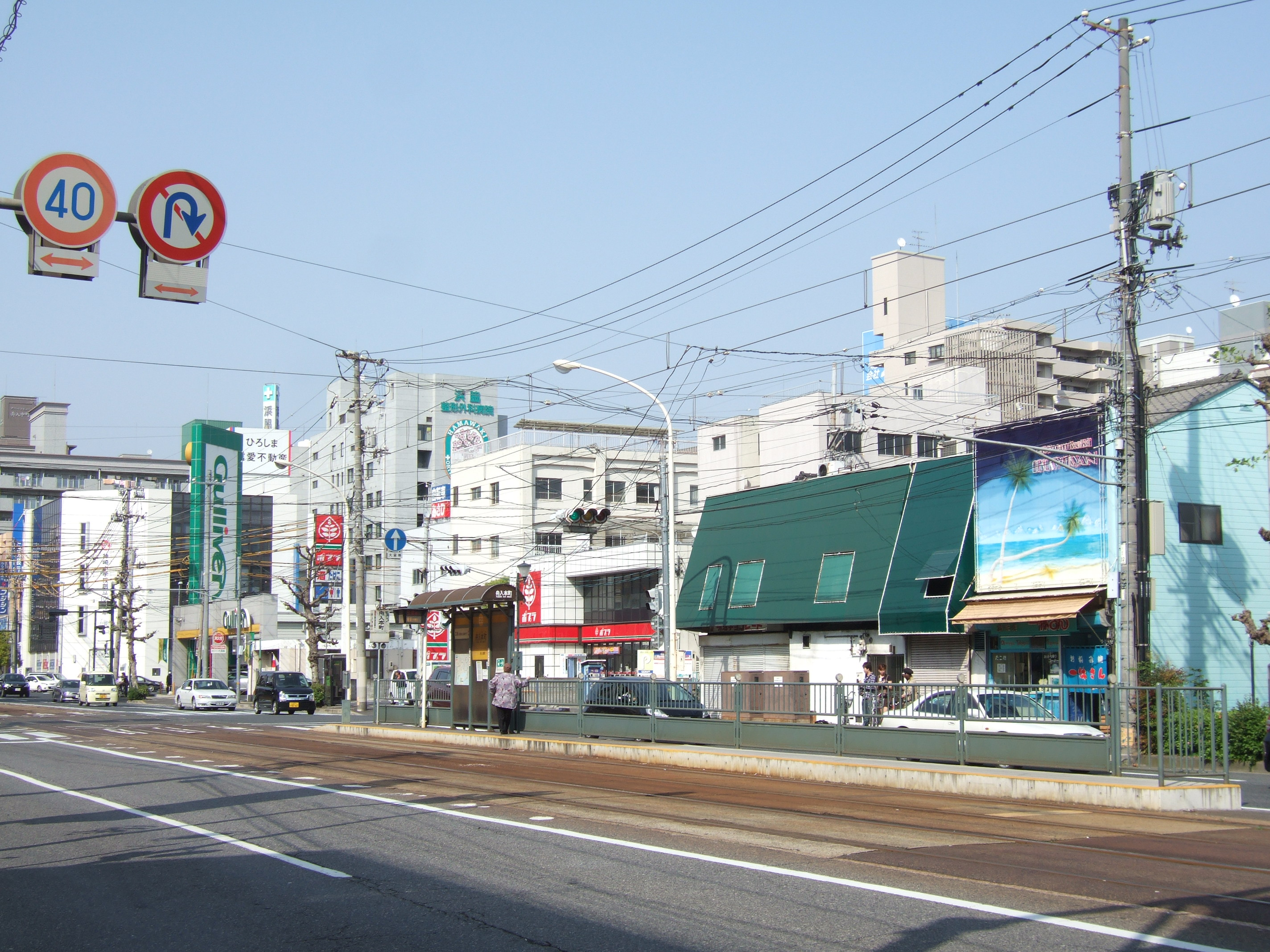
江波方面ホーム（2010年5月）

江波線の軌道は道路上に敷かれた併用軌道であり、当停留場も道路上にホームを有する。ホームは低床式で2面あり、南北方向に伸びる2本の線路を挟み込むように配置されている。ただし互いのホームは交差点を挟んで南北方向にずれて位置しており、交差点の北に土橋方面へ向かう上りホームが、南に江波方面へ向かう下りホームが置かれている。
ホームは2008年（平成20年）に改良され、連接車両に対応した長さを持つ。

### 運行系統
当停留場には広島電鉄で運行されている系統のうち、6号線、8号線、9号線が乗り入れている。
| 上りホーム （土橋方面） | 6号線                 | （紙屋町経由）広島駅ゆき |
| 上りホーム （土橋方面） | 8号線                 | 横川駅ゆき               |
| 上りホーム （土橋方面） | 9号線                 | 白島ゆき                 |
| 下りホーム              | 6号線 · 8号線 · 9号線 | 江波ゆき                 |

## 停留場周辺
付近はおおむね住宅街である。停留場のある交差点から東西に商店街が伸びる。その端にはそれぞれ東に旧太田川（本川）、西に天満川が流れている。北側すぐには国道2号が東西に走っている。
- 舟入本町商店街
- 広島市立神崎小学校
- 広島市立舟入市民病院
- 広島医師会館
- 広島県立広島観音高等学校
- 住吉神社

### バス路線
周辺には「舟入本町」バス停があり、広電バスが停車する。
舟入本町バス停（国道2号西行き 旭橋入口方面 / 江波方面）
- 3号線（広電バス） 観音新町三丁目・マリーナホップ方面
- 54,55号線 西広島バイパス線（広電バス） 古江・鈴が峰住宅方面
- 6号線（広電バス） 舟入南・江波営業所方面

舟入本町バス停（国道2号東行き 加古町・市役所前方面）
- 3号線（広電バス） 紙屋町・八丁堀方面
- 6号線（広電バス） 紙屋町・八丁堀方面
- 54,55号線（広電バス） 本通り・広島バスセンター方面

舟入本町バス停（舟入通り北行き 市役所前方面）
- 6号線（広電バス） 紙屋町・八丁堀方面

## 隣の停留場
広島電鉄
江波線
舟入町停留場 (E01) - 舟入本町停留場 (E02) - 舟入幸町停留場 (E03)